# Інформація (в кібернетиці)
Інформа́ція (лат. informatio — роз'яснення, виклад) — основне поняття кібернетики.
Кібернетика вивчає машини і живі організми виключно з точки зору їх здатності сприймати, зберігати в «пам'яті», переробляти і передавати по каналах зв'язку інформацію, діяльність, що направляє їх, і поведінку.
Інтуїтивне уявлення про інформацію про які-небудь події і величини, кібернетикою, що міститься в тих або інших даних, обмежується і уточнюється.
Фундаментальним результатом теорії інформації є твердження про те, що у визначених, вельми широких умовах можна нехтувати якісними особливостями інформації і виразити її кількість числом, яким (і лише ним) визначаються можливості передачі інформації каналами зв'язку і її зберігання в пристроях, що запам'ятовують.
У основі інформаційної теорії лежить запропонований в 1948 Клодом Шенноном спосіб вимірювання кількості інформації, що міститься в одному випадковому об'єкті події, величині, функції тощо відносно іншого випадкового об'єкту. Цей спосіб приводить до вираження кількості інформації числом. У простому варіанті дані випадкові об'єкти є випадковими величинами, що приймають лише скінчене число значень. Хай ξ і η — випадкові величини, приймаючи n і m різних значень з імовірністю p1…pn та g1…gn, відповідно. Тоді кількість інформації, що міститься у випадковій величині ξ відносно випадкової величини η визначається числом
{\displaystyle I(\xi ,\eta )=\sum p_{ij}\log _{2}(p_{ij}/p_{i}g_{j}),}
де {\displaystyle p_{ij}} — імовірність перетину подій "ξ набуває i-е значення" та "η набуває j-е значення".
Інакше під інформацією розуміють повідомлення, яке усуває невизначеність системи, якої воно стосується.
Академік В. Глушков дає таке визначення інформації — це міра неоднорідності розподілу матерії й енергії у просторі й у часі, показник змін, якими супроводжуються всі здійснювані у світі процеси. За одиницю вимірювання кількості інформації переважно приймають біт.